# دانشگاه کالوکان سیتی
دانشگاه کالوکان سیتی (به اختصار UCC) یک دانشگاه دولتی است که در سال ۱۹۷۱ تأسیس شد و قبلاً کالج جامعه شهر کالوکان و کالج پلی تکنیک شهر کالوکان نامیده می‌شد. این دانشگاه دوره‌های کارشناسی، کاردانی و کارشناسی ارشد دانشجو می‌پذیرد.